# Czyrwonaja Zorka (rejon żytkowicki)
Czyrwonaja Zorka (biał. Чырвоная Зорка; ros. Красная Зорька, Krasnaja Zorka; ros. hist. Чистая Лужа, Czistaja Łuża, Красная Звезда, Krasnaja Zwiezda) – osiedle na Białorusi, w obwodzie homelskim, w rejonie żytkowickim, w sielsowiecie Rudnia, nad jeziorem zaporowym na Hlinicy. Graniczy z Żytkowiczami.

## Historia
W XIX i w początkach XX w. folwark Czistaja Łuża położony był w Rosji, w guberni mińskiej, w powiecie mozyrskim. Po I wojnie światowej pod administracją polską, w Zarządzie Cywilnym Ziem Wschodnich, w okręgu brzeskim, w powiecie mozyrskim.
W wyniku postanowień traktatu ryskiego znalazł się w granicach Związku Sowieckiego. W okresie międzywojennym w miejsce folwarku utworzono sowchoz Krasnaja Zwiezda, którego nazwę w późniejszym okresie zmieniono na obecną.
Od 1991 położona jest w niepodległej Białorusi.